# Start The Machine
Start the Machine, es un DVD documental de la banda Angels & Airwaves llamado igual que la canción de su disco We Don't Need to Whisper. En el que se muestran entrevistas, composiciones y el desarrollo de la banda.

## Contenido
El DVD contiene entrevistas con cada miembro de la banda, Tom Delonge, David Kennedy y Atom Willard. Muestra los inicios de la banda desde la separación de la exbanda de Delonge blink-182 hasta conciertos realizados en el 2006. En las entrevistas se muestra a los ya mencionados hablando sobre cada uno y como es su trabajo en relación con la banda.También Delonge habla sobre su punto de vista de la separación de blink-182. Este también incluye las composiciones de las canciones para su primer disco de estudio We Don't Need to Whisper y su periodo de grabación para cada una de ellas.

## Canciones en vivo
Se muestra a la banda interpretando canciones como The Adventure, The War.
- Datos: Q940351